# A605 road
Die A605 road (englisch für Straße A605) ist als eine nur von Thrapston bis Peterborough als Primary route ausgewiesene Straße, die die von Birmingham kommende A45 road parallel zum River Nene in Richtung Wisbech verlängert.

## Verlauf
Von ihrem westlichen Anfang an der A14 road (junction 13) führt die mit ihrer Nummer isoliert dastehende, 56,5 km lange A605 in nordöstlicher Richtung zum Ende des A1(M) westlich von Peterborough. Östlich der Stadt setzt sich die Straße, nunmehr keine Primary route mehr, über Whittlesey bis zur A141 road fort, die ihrerseits bei Guyhirn in die A47 road mündet.